# Rifugio Angelo Bosi
Il rifugio Angelo Bosi è un rifugio alpino situato nel Parco naturale Tre Cime nel comune di Auronzo di Cadore in provincia di Belluno, collocato a 2205 m s.l.m nella parte meridionale di Monte Piana.

## Storia
Nel 1962 il Cavalier Giovanni De Francesch acquistò un complesso di numerose baracche che durante la prima guerra mondiale costituivano il comando italiano in questa zona del fronte durante il sanguinoso conflitto che dal 1915 al 1917 fu teatro di violenti scontri tra italiani e austro-ungarici.
Il rifugio, dopo opportuni ampliamenti e ristrutturazioni, nell'estate dello stesso anno era già in grado di ospitare i primi turisti; nel 1965 a fianco del rifugio venne edificata una cappella votiva dedicata alla Madonna della Fiducia in memoria dei soldati caduti in entrambi gli schieramenti.
Dopo ulteriori ampliamenti alla fine degli anni sessanta, nel 1986 muore Giovanni De Francesch, e il rifugio continuò a essere gestito dalla moglie e dal 1993 dal figlio Mauro, che ancora oggi gestisce il rifugio.
Ad oggi il rifugio presenta nelle pareti esterne alcune lapidi commemorative che ricordano i cruenti scontri che il Regio Esercito affrontò in quel fazzoletto di fronte.
Questo rifugio è dedicato al maggiore del 55º Fanteria "Marche", Angelo Bosi (MAVM), caduto sul Monte Piana il 17 luglio 1915, durante il primo attacco italiano contro le posizioni austriache sul monte.

## Accessi
Le vie d'accesso alla cima di monte Piana sono molteplici, lungo sentieri di diversa difficoltà. La via più semplice consiste nell'arrivare in località Misurina, dove dal grande parcheggio parte un servizio navetta a pagamento che porta fino al rifugio; in alternativa la stessa strada carrabile a fondo ghiaioso è percorribile a piedi in circa 1:30 h.
Più affascinante è il sentiero dei Pionieri (Pionerweg) che da località Landro porta in vetta dal versante nord del monte, da dove, percorrendo il sentiero n° 6 si giunge al rifugio. Sul sentiero è richiesta una certa cautela nel tratto finale; in alternativa a quota 2000 m circa si trova l'attacco alla via ferrata Colonnello Bilgeri, che sbuca in sommità proprio sotto la Croce di Dobbiaco, il punto più alto di monte Piana.
In alternativa da località Carbonin sale il sentiero dei Turisti (Touristensteig), anch'esso con dei tratti lievemente esposti, che porta a ovest della Forcella dei Castrati lungo un sentiero ripido e non molto agevole, che arrivato sulla sommità prosegue sulla destra fino al rifugio. L'ultimo accesso parte da val Rimbianco e conduce a est della Forcella dei Castrati, per poi svoltare a sinistra e proseguire per il rifugio.